# René Adler
René Adler   (Leipzig, 15 de gener de 1985) és un futbolista alemany que actualment juga de porter al primer equip del Hamburger SV i a la Selecció d'Alemanya.
Adler és fill de l'ex internacional d'Alemanya de l'Est Jens Adler. El seu cosí és el jugador de lacrosse professional israelià-nord-americà Max Adler.